# Нишавски хоровод
Нишавски хоровод е международен фолклорен фестивал, който се провежда всяка година около 24 май в Драгоман.
Основан е през 2001 г. Организатори са Народно читалище „Драгоман 1925“ и Центърът за култура в Димитровград. В него участват представители от населените места по поречието на река Нишава и по магистралата София–Ниш. Почетен председател на „Нишавски хоровод“ е проф. Манол Тодоров. От българска страна председател на фестивалния комитет е Благой Божилов, председател на Народно читалище „Драгоман 1925“, а от сръбска – Зоран Андонов, директор на Центъра за култура в Димитровград. Целта на фестивала е сближаване и сътрудничество на хората по поречието на река Нишава в България и в Сърбия.